# Ujong Gampong
Ujong Gampong is een bestuurslaag in het regentschap Pidie van de provincie Atjeh, Indonesië. Ujong Gampong telt 287 inwoners (volkstelling 2010).